# Pavillon de la Source des Célestins

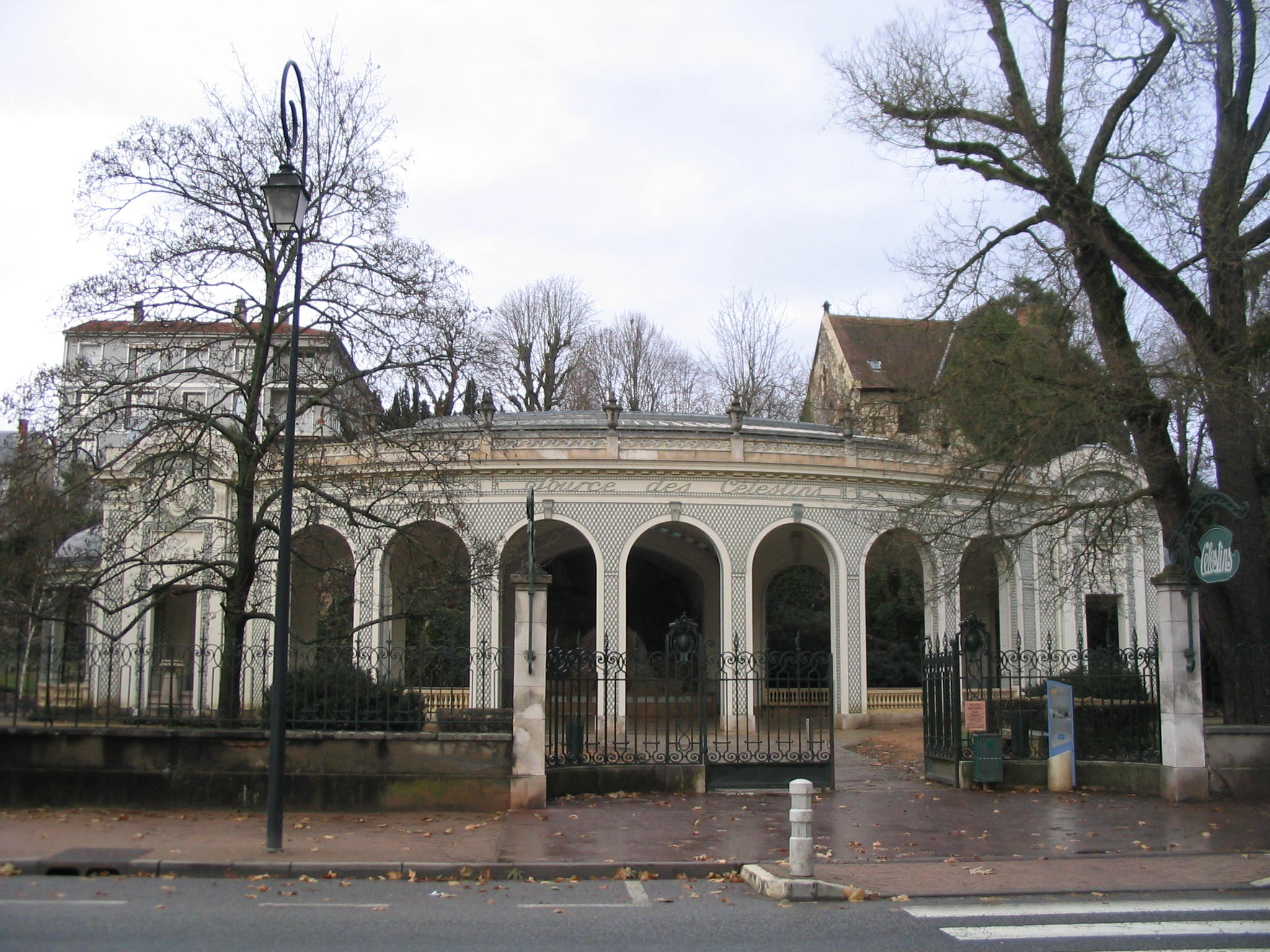
Buitenkant van het paviljoen

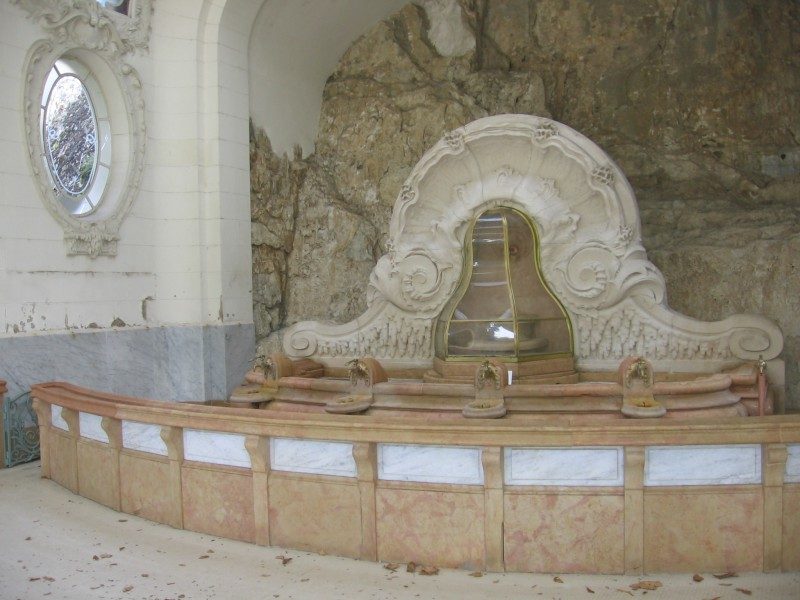
Source des Célestins

Het Pavillon de la Source des Célestins is een paviljoen voor kuurgasten in de Franse stad Vichy. Het gebouw werd in 1908 opgetrokken in neo-Lodewijk XVI-stijl. In het gebouw bevindt zich de rots waar de bron Source des Célestins ontspringt. Dit is het bekendste mineraalwater van Vichy en ook het enige dat gebotteld wordt. De bron zelf kreeg haar naam van het nabijgelegen celestijnenklooster. 
Een eerste gebouw bij de bron werd opgetrokken in 1817 naar een ontwerp van Hugues Roze-Beauvais. In de loop van de 19e eeuw volgden verschillende gebouwen op deze plaats elkaar op. In 1904 werden drinkkranen geïnstalleerd die toelieten water dieper uit de ondergrond te nuttigen. Bij die gelegenheid werd beslist komaf te maken met de oude gebouwen en een paviljoen in ellipsvorm te bouwen rond de rots. Het gebouw werd ontworpen door Lucien Woog.